# Twist Of Fate
«Twist Of Fate» es el segundo y último sencillo del álbum debut de la cantante Siobhán Donaghy.

## Sencillo
Twist Of Fate es el título del segundo sencillo del álbum "Revolution In Me", que. además, es el último después de haber fracasado en las listas con su disco.
El sencillo fue publicado el 22 de septiembre en el Reino Unido, y una semana después, distribuido por China y Japón. El sencillo se posicionó en el #52 en el Reino Unido, y fuera del Top 40 en Israel, China y Japón, convirtiendo este sencillo en otro fracaso para Siobhan, quién, por mutuo acuerdo con London Records, abandonó la casa discográfica.

## Canciones
CD 1
1. Twist Of Fate [Radio Edit]
2. Don't Know Why
3. Twist Of Fate [VideoClip]

CD 2
1. Twist Of Fate [Radio Edit]
2. I'm Glad Of Your Mine
3. Overrated [VideoClip]
4. Overrated [Video Live At Glastonbury]
5. Twist Of Fate [VideoClip]

## Posiciones en las listas
| Listas (2003)                | Posición |
| ---------------------------- | -------- |
| UK Top 75 Singles            | 52       |
| China Singles Charts         | 45       |
| Japan ORICON Singles Charts  | 67       |
| Israel Top 40 Singles Charts | 42       |

| Radio Chart (2003)       | Posición |
| ------------------------ | -------- |
| UK Top 100 Airplay       | 48       |
| China Top 100 Radio Hits | 39       |
| Japanese Top Airplay     | 50       |
| Israel Top Chart Airplay | 38       |

- Datos: Q1627387